# Râul Târnava Mică
Târnava Mică (în germană Kleine Kokel, în maghiară Kis-Küküllő) este un râu cu o lungime de 191 kilometri, care formează la Blaj, împreună cu Târnava Mare, râul Târnava. Numele "Târnava" provine din limba slavonă (derivat de la trunu, care înseamnă „spini”).

## Imagini

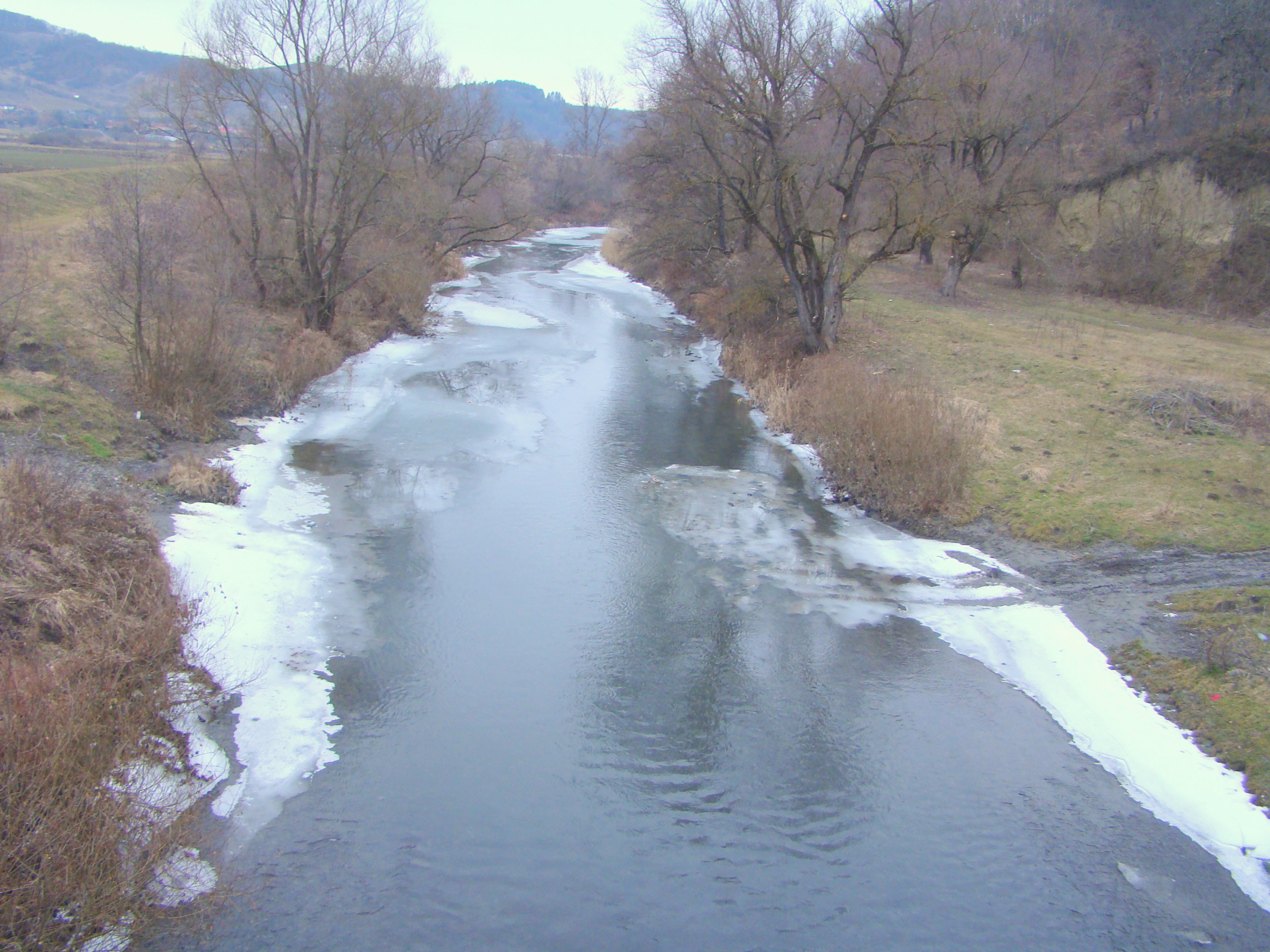
Râul Târnava Mică la Ghindari, judeţul Mureș
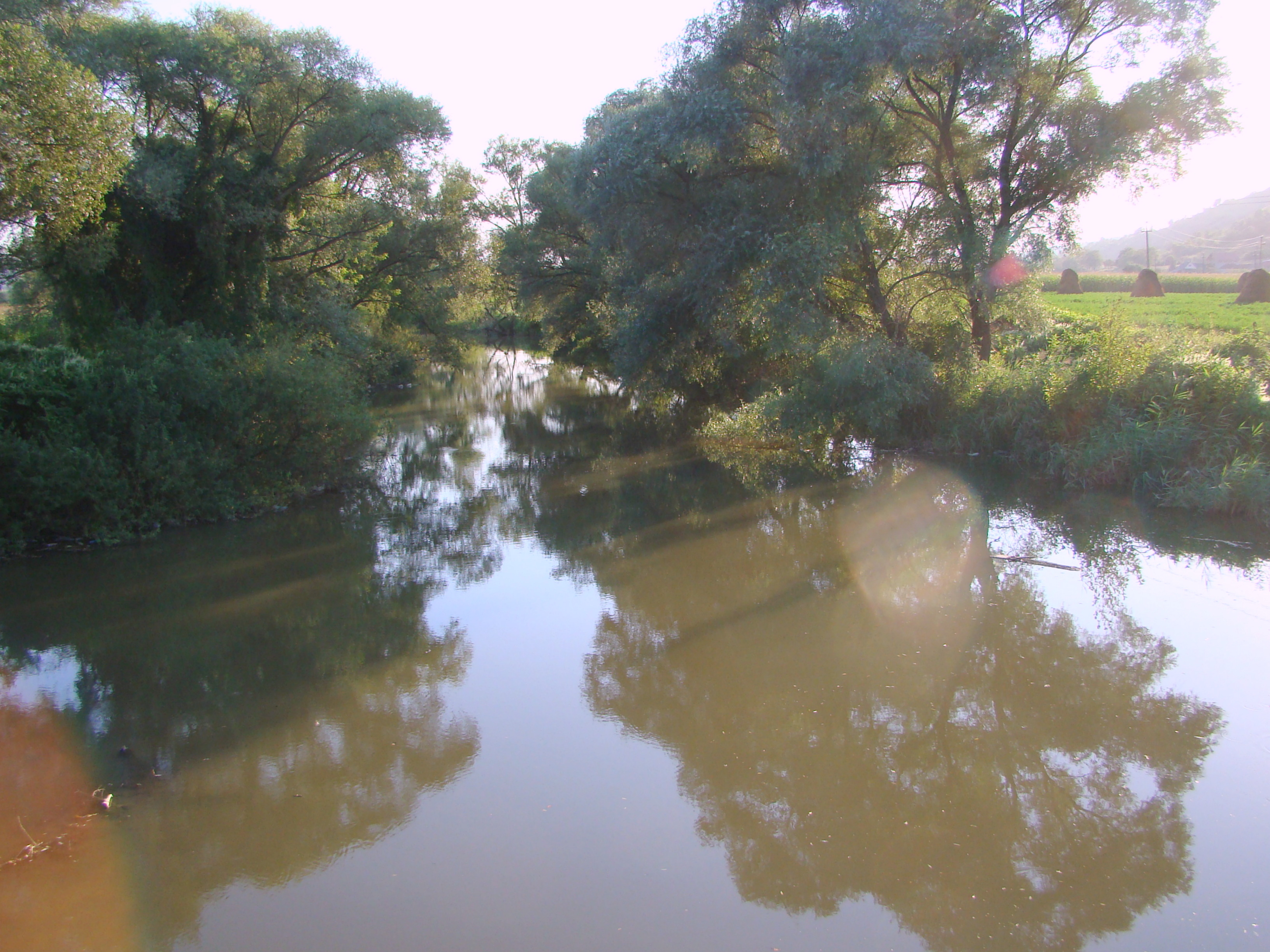
Râul Târnava Mică la Viforoasa, judeţul Mureş
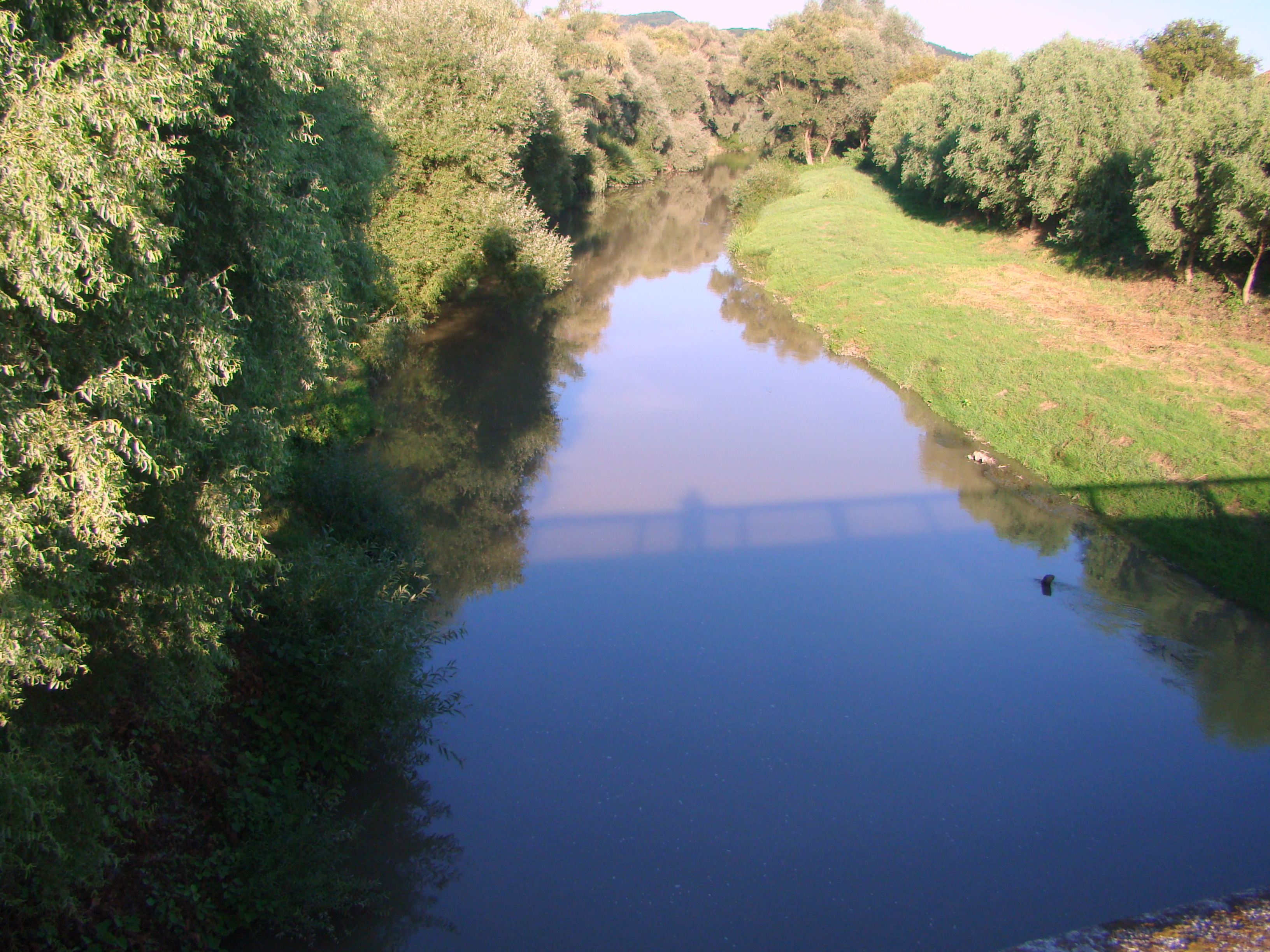
Râul Târnava Mică la Sângeorgiu de Pădure, judeţul Mureș
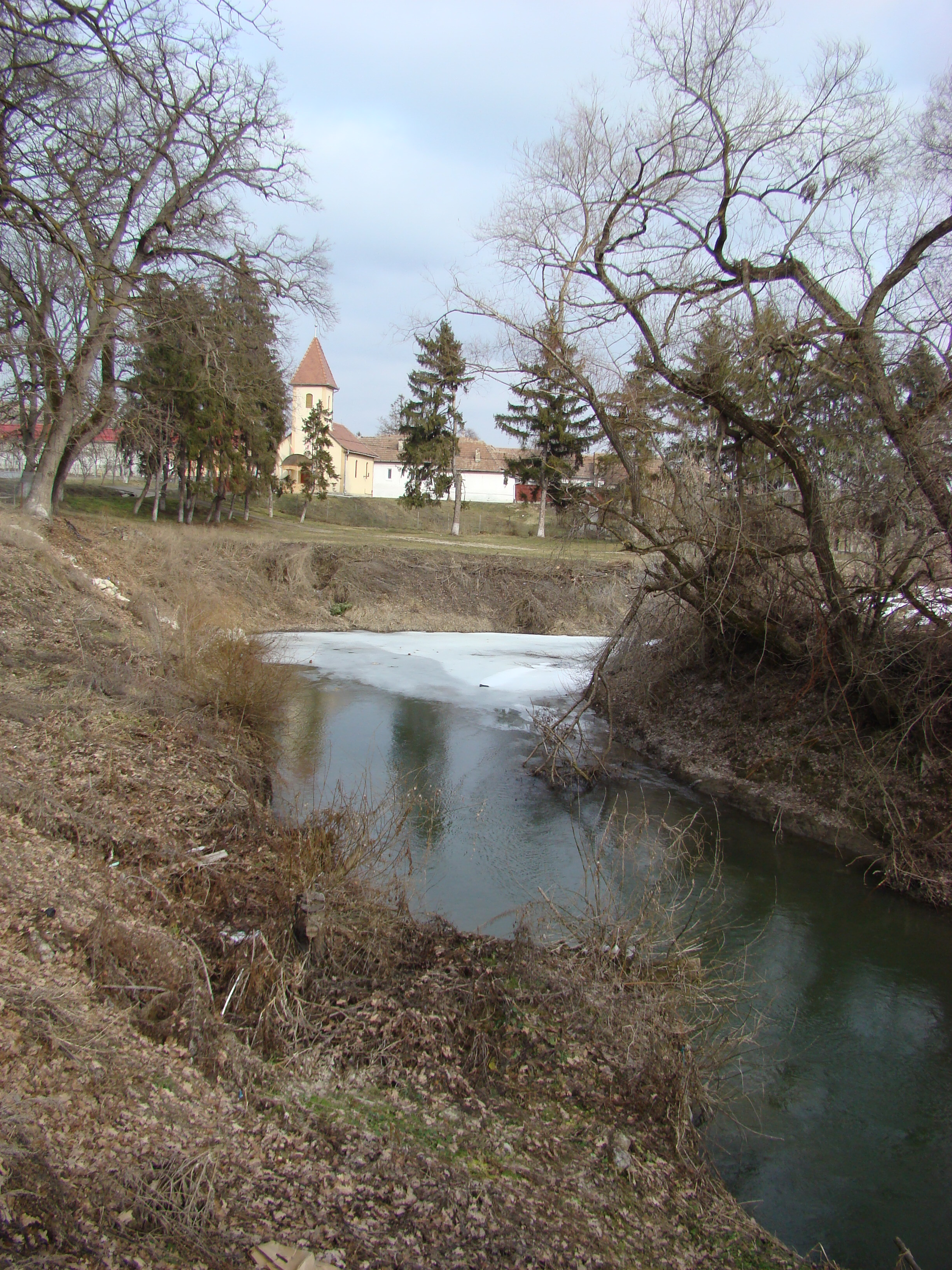
Râul Târnava Mică la Mica, judeţul Mureș
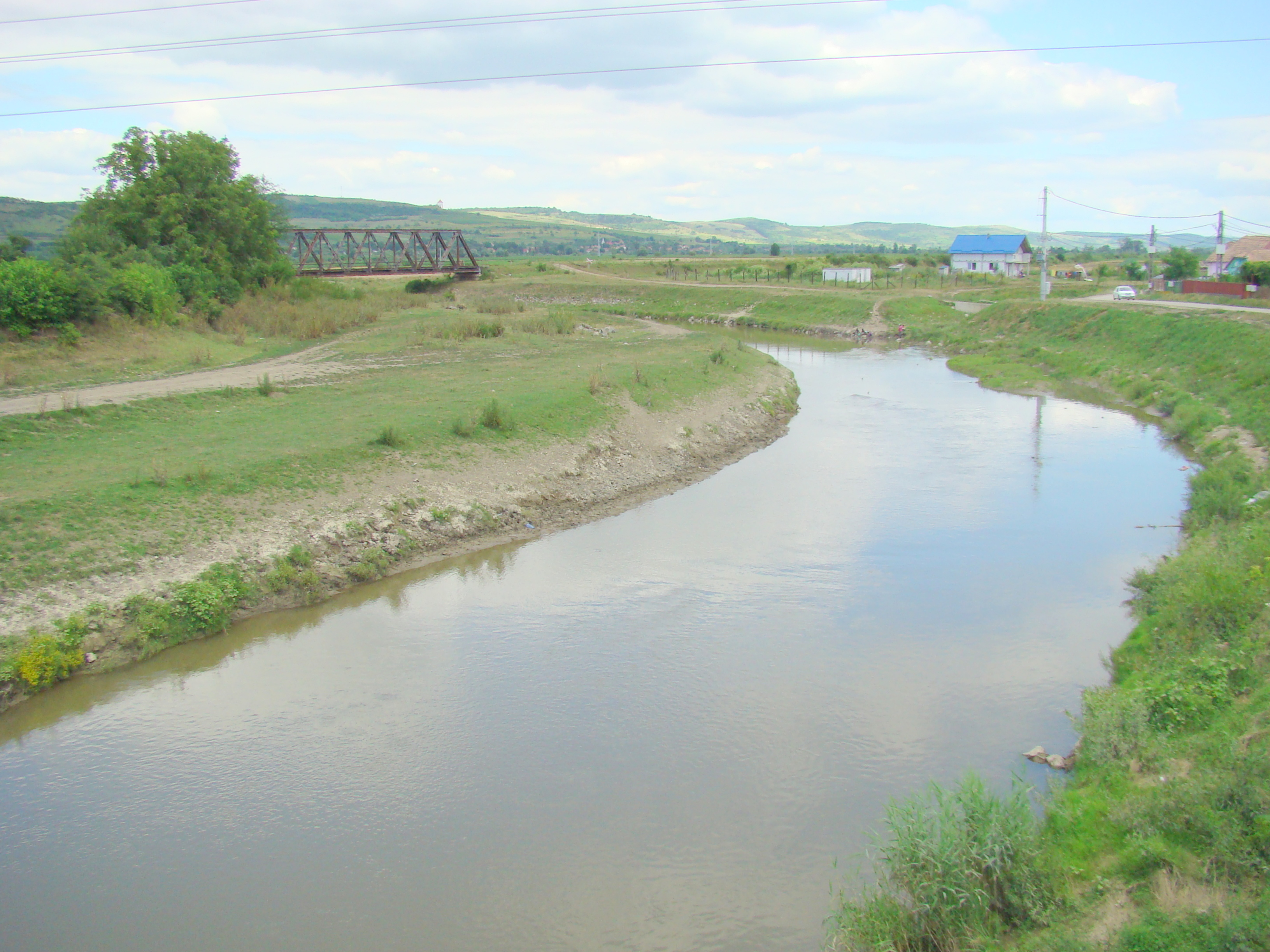
Râul Târnava Mică la Deaj, judeţul Mureș
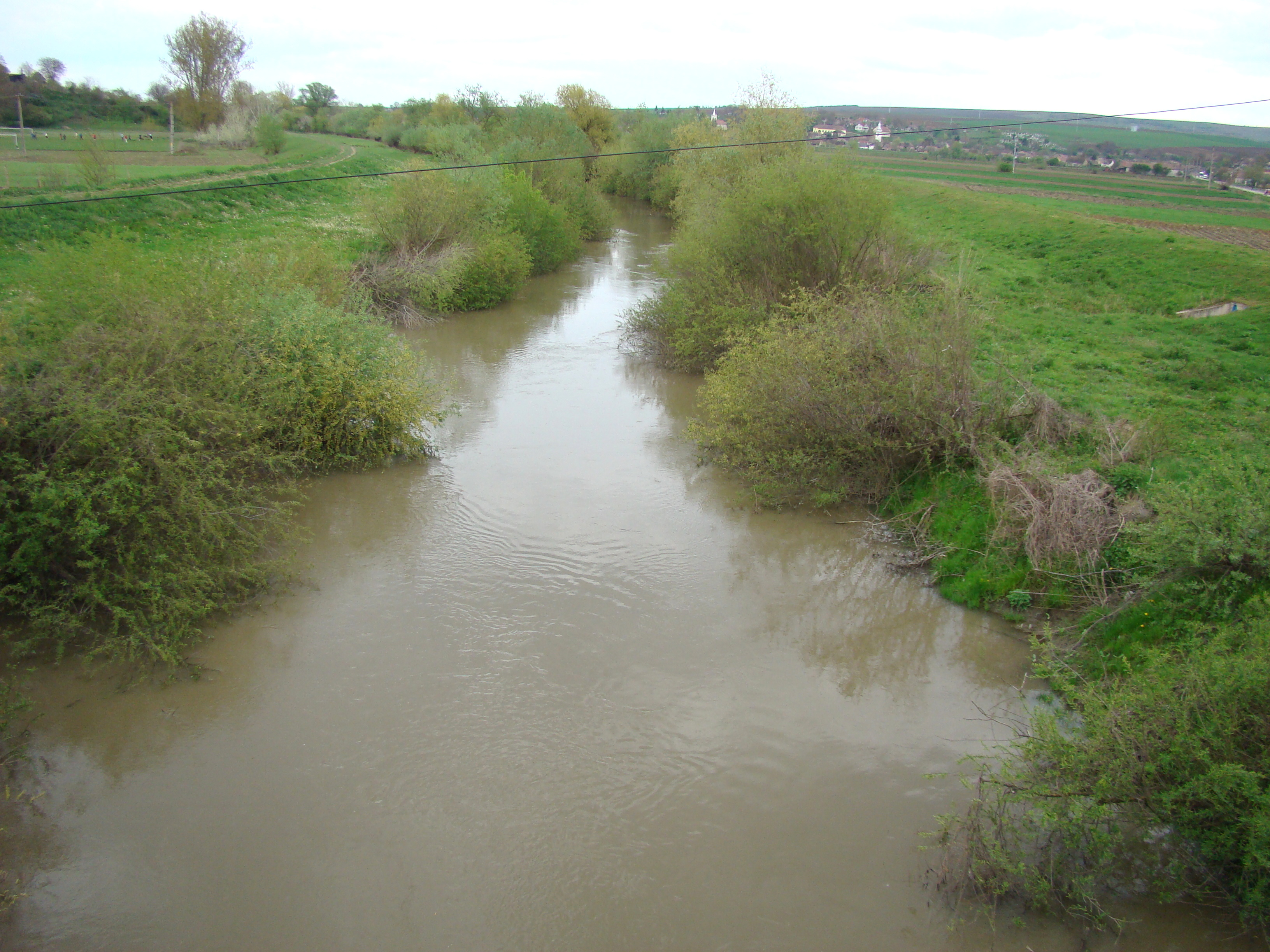
Râul Târnava Mică la Crăiești, judeţul Mureș
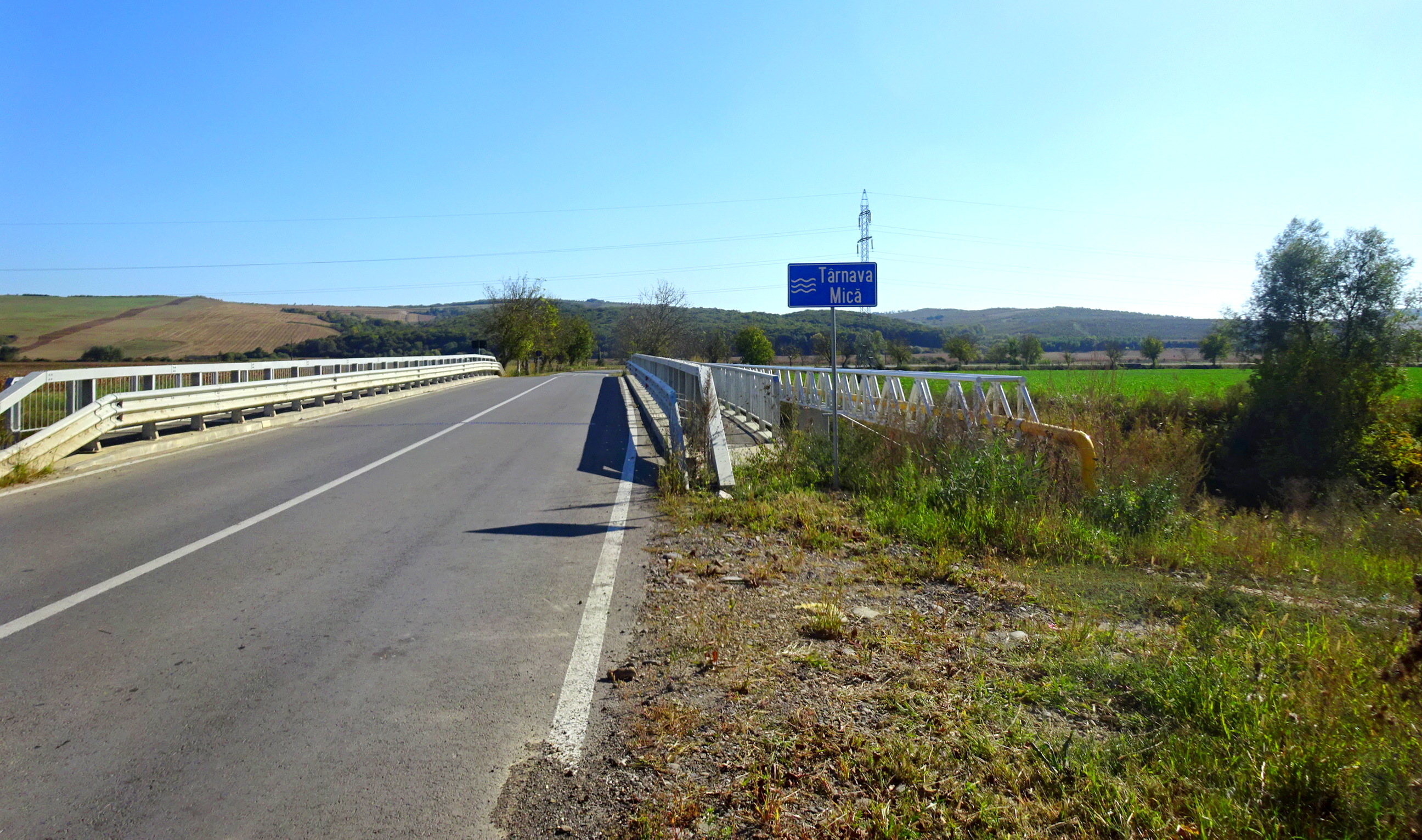
Pod rutier peste Târnava Mică
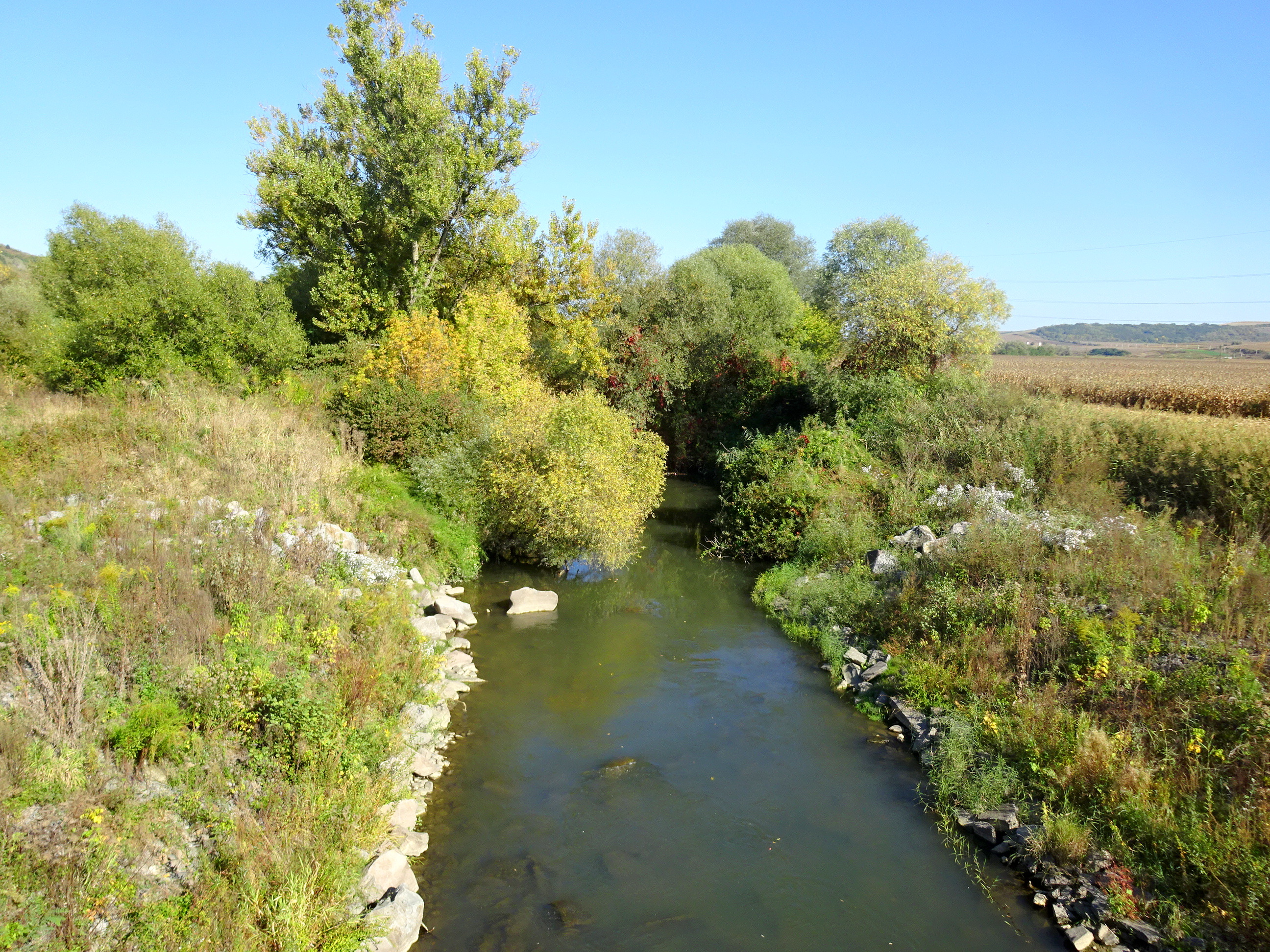
Râul Târnava Mică la Idrifaia, judeţul Mureș
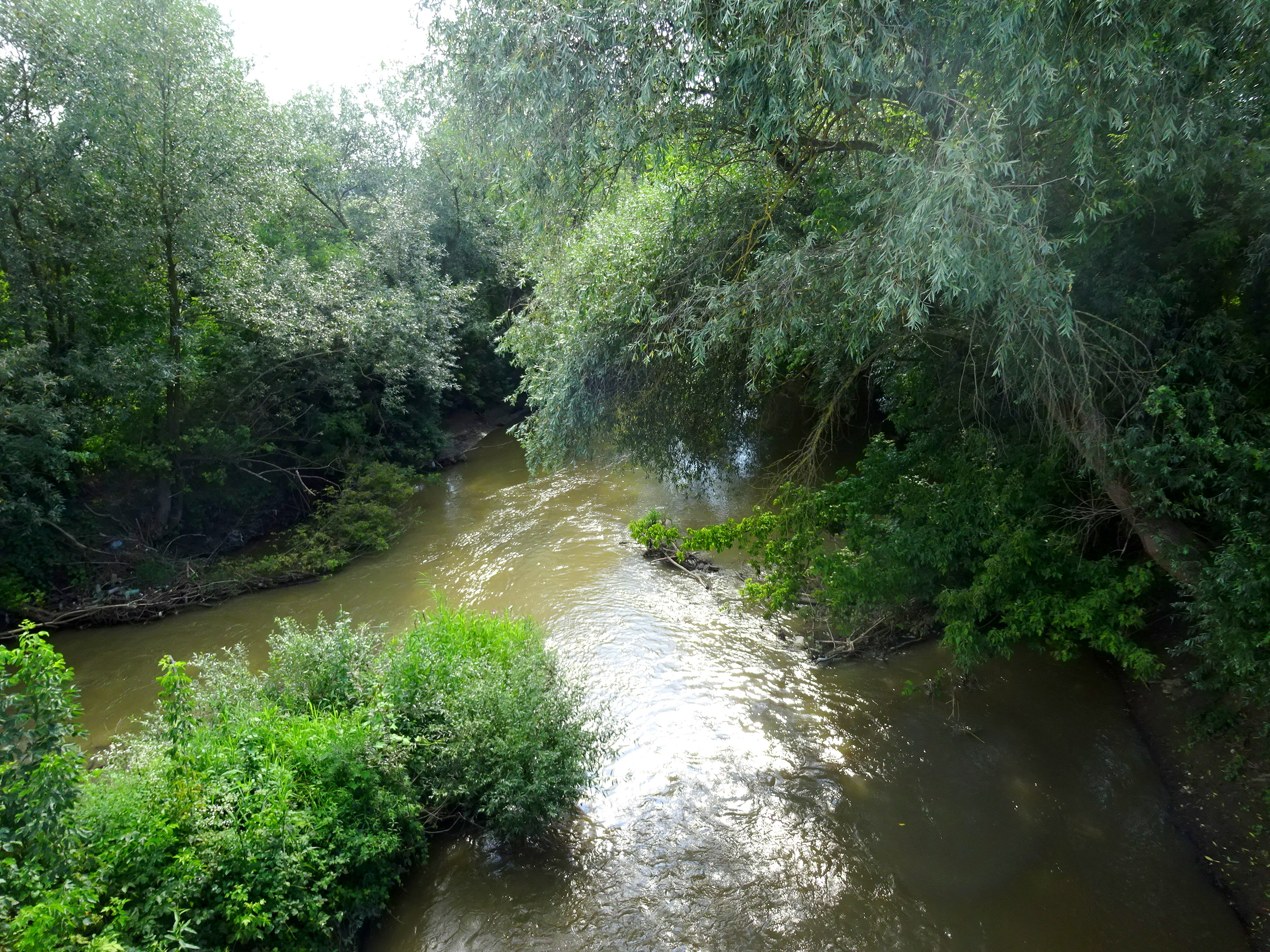
Râul Târnava Mică la Biia, judeţul Alba
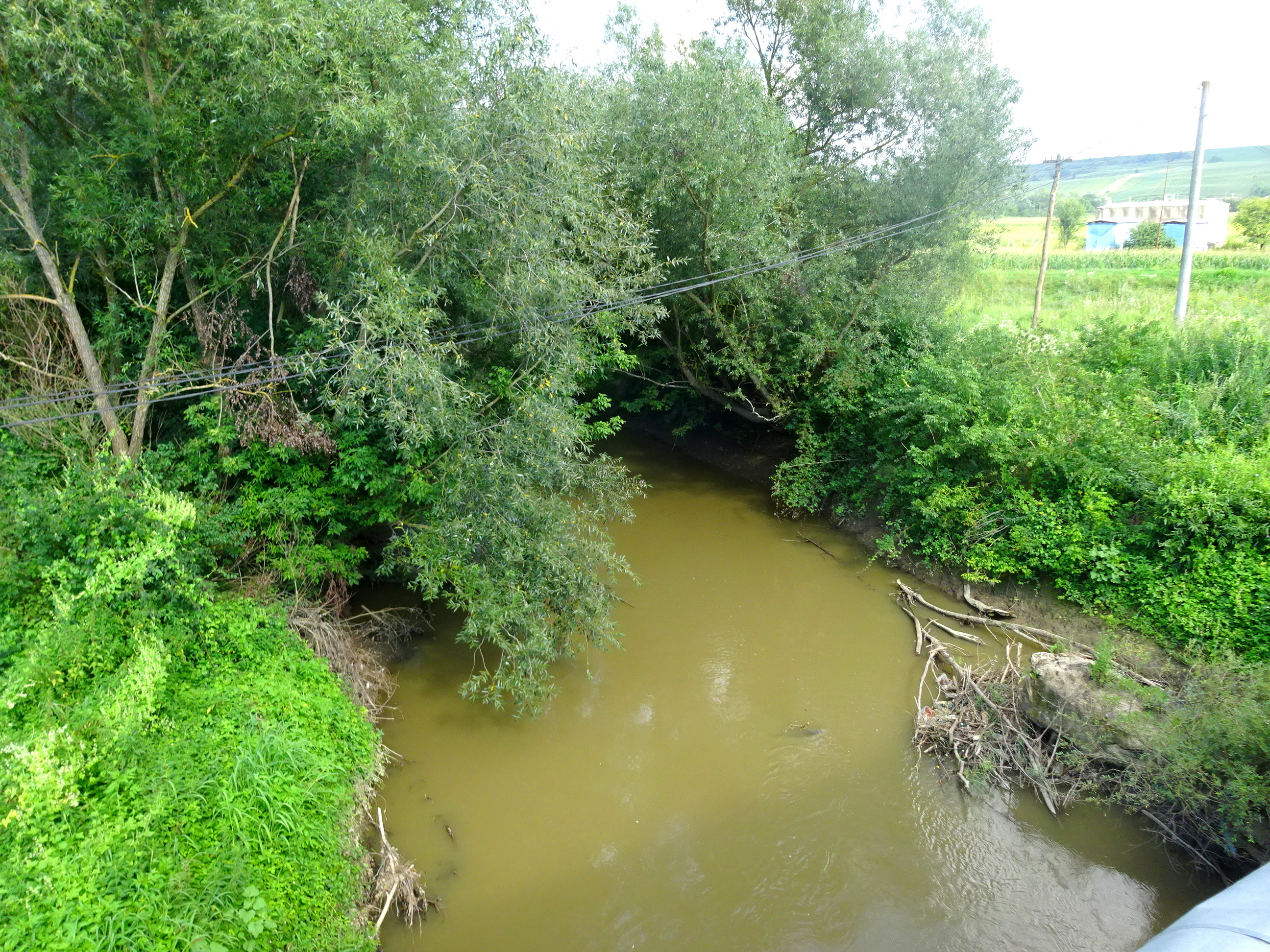
Râul Târnava Mică la Biia, judeţul Alba